# 第3軍団 (ドイツ連邦陸軍)
第3軍団（ドイツ語：III. Korps）は、ドイツ連邦陸軍の軍団のひとつ。1957年に設立され1994年に解散した。解散後は軍団の要員の一部は陸軍指揮司令部に吸収される。軍団司令部はラインラント＝プファルツ州コブレンツに所在していた。冷戦時代は中部ドイツの防衛を担当していた。

## 歴史

### 第1次編制
1957年3月16日から軍団司令部の編成準備がコブレンツのグナイゼナウ兵営で開始され、1957年4月6日に司令部は稼働する。当初の隷下部隊は第2装甲擲弾兵師団と第5装甲師団で、1957年内に第2軍団から第3軍団へ編入された。軍団は1957年中期頃にアメリカ合衆国陸軍第7軍と共に北大西洋条約機構の指揮系統に結合される。作戦域は西ドイツ＝チェコスロバキア国境および西ドイツ国内はヘッセン州、フランケン地方であった。
1958年12月1日までに第7装甲師団が第2軍団から編入される。最初の軍団直轄部隊は第504武器連隊で（1957年3月16日にディーツで編成され、1958年1月にコブレンツに移駐）、同時期に第403砲兵団（1957年7月1日にミュンスターラガーで編成され、1957年8月にコブレンツに移駐）が編成され、隷下部隊には1個ロケット砲兵大隊、1個補給大隊、地理測量段列および地理隊があった。

### 第2次編制
陸軍第2次編制での1959年時点における第3軍団は以下のとおりであった。
- 第2装甲擲弾兵師団　在マールブルク・アン・デア・ラーン
  - 第4装甲擲弾兵旅団　在ゲッティンゲン
  - 第5装甲擲弾兵旅団　在カッセル
  - 第6装甲旅団　在マールブルク・アン・デア・ラーン
- 第5装甲師団　在コブレンツ
  - 第13装甲擲弾兵旅団　在ヴェッツラー
  - 第14装甲旅団　在コブレンツ
  - 第15装甲旅団　在コブレンツ
- 第7装甲擲弾兵師団　在ウンナ
  - 第19装甲擲弾兵旅団　在アーレン
  - 第21装甲旅団　在アウグストドルフ

軍団直轄部隊には新たに以下の部隊が設けられた。
- 第253衛生団（1958年10月1日にコブレンツにて）
- 第3通信団（1960年7月1日にコブレンツにて）
- 第3防空団（1960年7月1日にコブレンツにて）
  - 装甲地対空ミサイル連隊（後にローランドSAMを装備）
- 第703工兵団（1958年9月1日にコブレンツにて、1959年夏に第3工兵団に改称）

1959年4月に第504野戦整備連隊が第3整備連隊に改称され、さらに1967年に第3整備団に改編される。

### 第3次編制
1970年1月1日に第7装甲擲弾兵師団は第1軍団に配転される。これを埋め合わせるため第12装甲師団が第2軍団から編入される。1970年から始まった陸軍第3次編制では第3軍団は以下のとおりであった。
- 第2猟兵師団　在マールブルク・アン・デア・ラーン
  - 第4猟兵旅団　在ゲッティンゲン
  - 第5猟兵旅団　在ホンベルク
  - 第6装甲旅団　在ノイシュタット
- 第5装甲師団　在コブレンツ
  - 第13装甲擲弾兵旅団　在ヴェッツラー
  - 第14装甲旅団　在ディーツ
  - 第15装甲旅団　在コブレンツ
- 第12装甲師団　在ファイツヘーヒハイム
  - 第35装甲擲弾兵旅団　在ハンメルブルク
  - 第36装甲旅団　在バート・メルゲントハイム

### 第4次編制
1980年から軍団の一部部隊が再編成および再配置される。
- 第2装甲擲弾兵師団　在マールブルク、1980年に改称する。
  - 第4装甲擲弾兵旅団　在ゲッティンゲン
  - 第5装甲擲弾兵旅団　在ホンベルク
  - 第6装甲旅団　在ホーフガイスマル
- 第5装甲師団　在ディーツ
  - 第13装甲擲弾兵旅団　在ヴェッツラー
  - 第14装甲旅団　在ディーツ
  - 第15装甲旅団　在コブレンツ
- 第12装甲師団　在ファイツヘーヒハイム
  - 第34装甲旅団　在コブレンツ
  - 第35装甲擲弾兵旅団　在ハンメルブルク
  - 第36装甲旅団　在バート・メルゲントハイム

軍団は9個師団と軍団直轄部隊から成り、1980年代半ばには将兵約70,000人規模を擁していた。軍団の各部隊はヘッセン州、バーデン＝ヴュルテンベルク州、ラインラント＝プファルツ州、バイエルン州、ニーダーザクセン州、ザールラント州およびノルトライン＝ヴェストファーレン州内の50以上の駐屯地に配されていた。この頃の軍団は2000輌の戦車、戦闘装甲車、装甲兵員輸送車を保有し、350門以上の野砲および多連装ロケット発射器、約20,000台の車両よ約200機のヘリコプターを保有し、軍団の歴史上最大規模に成長していた。
- 第3砲兵団
  - ロケット砲兵大隊
  - 特殊武器補給大隊
  - 警備大隊
  - 無人機中隊
- 第3防空団
  - 装甲対空ミサイル連隊
  - 防空大隊 × 2個
- 第3陸軍航空団
  - 第30陸軍航空軽輸送連隊
  - 第35陸軍航空中型輸送連隊
  - 第36陸軍航空対戦車連隊（改組）
- 第3工兵団
  - 工兵大隊 × 4個
  - 第330水陸両用工兵大隊（シュパイアー）
  - 架橋大隊 × 2個
- 第3通信団
  - 通信運用連絡大隊
  - 通信連絡大隊
  - 電子戦大隊
- 第3補給団
  - 補給大隊
  - 輸送大隊
  - 多用途輸送大隊
- 第3整備団
  - 電子機器整備大隊
  - 整備大隊 × 2個
  - 戦闘爆発物処理隊
- 第3衛生団
  - 衛生大隊 × 2個
  - 患者搬送大隊
- 特殊武器防護大隊
- 第390野戦憲兵大隊
- 第3空軍師団連絡官
- 第300軍楽隊（コブレンツ、旧第5軍楽隊で1985年4月1日に改組）
- 野戦補充大隊（複数）
- 前線報道中隊
- 第300偵察中隊
- 地理隊

### 第5次編制
1992年からヨーロッパの情勢変化に対応し連邦軍の縮小と大規模な再編成が始まった。また、第4軍団に関与した後に軍団は解散された。
陸軍航空旅団計画では対戦車ヘリコプター連隊のみが編成され師団部隊として軍団に残留する。第3軍団は緊急展開部隊として運用の準備、計画および指揮を担当し配置される。第4師団および第11師団の司令部は緊急展開部隊として運用できるよう、指揮当局の改編がなされることを求められた。このうち第11師団は改編途中で中止され、第3軍団の解散直前に第4師団はコマンドー空中機動部隊 / 第4師団に再編成される。1993年末時点での軍団の戦力は約44,000人、装輪車両約14,000台および装軌車両1,800輌を有していた。第3軍団は他の2個軍団とは異なり多国籍軍団への転換はなされず、1994年4月1日に解散された。軍団司令部の要員は陸軍指揮司令部に編入される。

### 実働任務
- 1957年 - エーレンブライトシュタイン（de:Ehrenbreitstein）の地滑りで工兵隊が出動。
- 1957年と1961年 - ライン川とモーゼル川の洪水で工兵隊が出動。
- 1959年 - ザンクト・ゴアールスハウゼンの山火事で出動。
- 1960年 - モロッコ・アガディールの地震で衛生部隊と特殊武器防護隊が派遣される。
- 1960年 - モーゼル川下流域で異常発生した死魚の除去のため工兵部隊と特殊武器防護隊が出動。
- 1962年 - ハンブルクでの洪水（de:Sturmflut 1962）で出動。
- 1963年 - 大規模雪害で工兵隊が出動。
- 1965年 - ライン川とモーゼル川沿岸域の北部ヘッセンとニーダーザクセン州での洪水に出動。
- 1970年 - ライン川洪水で第370輸送大隊と第360特別武器整備大隊が出動。
- 1971年 - コブレンツの東橋（de:Südbrücke (Koblenz)）崩落での救出活動に工兵隊が従事。
- 1976年 - 夏季の干魃で災害出動。
- 1976年 - 第3工兵団と第35陸軍航空連隊がニーダーザクセン州内での山火事に出動。
- 1978年 - マインフランケン（de:Mainfranken）の洪水で出動。
- 1979年 - ドイツ北部の雪害（de:Schneekatastrophe in Norddeutschland 1978）で第35陸軍航空連隊が出動。
- 1980年と1983年 - ライン川とモーゼル川の洪水対策で工兵隊が出動。
- 1980年 - イタリア南部の大地震で災害救助。
- 1990年 - 大嵐「ダリア」、「ビビアン」および「ヴィーブケ」で森林地帯に被害が発生する。3月にカッセル、ヴュルツブルク、フルダ、コブレンツに10,000人以上の兵士が災害救助のため出動。

## 歴代軍団長
| 代 | 氏名                                                                  | 着任          | 離任           |
| -- | --------------------------------------------------------------------- | ------------- | -------------- |
| 1  | スミロ・フォン・リュトヴィッツ陸軍中将 Smilo von Lüttwitz             | 1957年6月1日  | 1960年12月31日 |
| 2  | ハインリヒ・ゲイトク陸軍中将 Heinrich Gaedcke                         | 1961年1月1日  | 1965年3月31日  |
| 3  | アルベルト・シュネツ陸軍中将 de:Albert Schnez                         | 1965年4月1日  | 1968年9月30日  |
| 4  | ゲルト・ニエポルト陸軍中将 Gerd Niepold                               | 1968年10月1日 | 1972年9月30日  |
| 5  | フランツ・ペッシュ陸軍中将 de:Franz Pöschl                            | 1972年10月1日 | 1978年3月31日  |
| 6  | パウル＝ゲオルク・クレッフェル陸軍中将 Paul-Georg Kleffel             | 1978年4月1日  | 1980年9月30日  |
| 7  | ヴォルフガング・アルテンブルク陸軍中将 Wolfgang Altenburg             | 1980年10月1日 | 1983年3月31日  |
| 8  | ハンス＝ヨアヒム・マク陸軍中将 de:Hans-Joachim Mack                   | 1983年4月1日  | 1984年3月31日  |
| 9  | カール・エーリッヒ・ディードリッシュ陸軍中将 Karl Erich Diedrichs     | 1984年4月1日  | 1987年9月30日  |
| 10 | ヘルゲ・ハンゼン陸軍中将 de:Helge Hansen                              | 1987年10月1日 | 1990年9月30日  |
| 11 | アントン・スティアー陸軍中将 Anton Steer                              | 1990年10月1日 | 1991年9月30日  |
| 12 | ペーター・ハインリヒ・カルステンス陸軍中将 de:Peter Heinrich Carstens | 1991年10月1日 | 1993年6月30日  |
| 13 | クラウス・ラインハルト陸軍中将 de:Klaus Reinhardt                     | 1993年7月1日  | 1994年3月31日  |